# Jurij Šuchevyč
Jurij-Bohdan Romanovyč Šuchevyč (Ю́рій-Богда́н Рома́нович Шухе́вич, 28. března 1933, Ohladów – 22. listopadu 2022, Mnichov) byl synem vrchního velitele Ukrajinské povstalecké armády na území Ukrajinské SSR Romana Šuchevyče. Od prvního zatčení v 15 letech strávil celkem 30 let v sovětských vězeních a pracovních táborech. Byl členem Ukrajinské Helsinské skupiny. Po získání státní nezávislosti Ukrajiny byl předsedou pravicové strany Ukrajinské národní shromáždění – Ukrajinská národní sebeobrana. Roku 2014 se stal poslancem za Radikální stranu a připravil klíčové ukrajinské dekomunizační zákony.

## Život
Rodina Šuchevyčů patřila od 19. století k ukrajinské intelektuální elitě. Pradědeček Volodymyr Šuchevyč byl etnograf, publicista, organizátor "Lvovského osvícení", editor pětisvazkové práce "Huculština", jeho žena Germina byla ředitelkou Dívčího institutu sv. Olgy. Dědeček Josyp Šuchevyč byl atamanem Ukrajinské galicijské armády, diplomatem a právníkem. Jeho otec Roman Šuchevyč byl stejně jako strýc stavební inženýr, vynikající atlet a absolvent Lysenkova hudebního institutu. Před válkou organizoval protipolský odboj a od roku 1943 byl vrchním velitelem Ukrajinské povstalecké armády.
Jurij Šuchevyč se narodil 28. března 1933 ve vesnici Ohladów ve Lvovské oblasti, která byla v té době součástí Polska. S otcem se poprvé setkal jako dvouletý, když byl vězněn v polském koncentračním táboře roku 1935. V letech 1939-1941 žila rodina v Krakově a poté ve Lvově. Otec v té době bojoval v Ukrajinské povstalecké armádě. Po obsazení západní Ukrajiny sovětskou armádou byl v 11 letech roku 1944 spolu s matkou zatčen a vypovězen na Sibiř. Jako třináctiletý byl roku 1946 spolu s pětiletou sestrou matce odebrán a umístěn v sirotčinci pro děti "nepřátel lidu" v Černobylu a poté ve městě Stalino.
Jurij ve 13 letech ze sirotčince utekl a vrátil se domů. Podařilo se mu dvakrát sejít s otcem, který žil v přísné ilegalitě. Roku 1948 se pokusil o vysvobození své sestry, ale byl zatčen, obviněn z členství v OUN-UPA a po dosažení 16 let roku 1949 odsouzen na 10 let a umístěn do centrální Vladimirské věznice. Roku 1950 byl převezen do Lvova, aby identifikoval tělo svého mrtvého otce Romana Šuchevyče, který spáchal sebevraždu, když byl na předměstí Lvova obklíčen vojskem NKVD. Po smrti Stalina roku 1954 se na Jurije vztahovala vyhlášená amnestie, ale hlavní prokurátor SSSR trval na vykonání trestu v plné výši. Po propuštění roku 1958 byl Jurij Šuchevyč okamžitě znovu zatčen a odsouzen za "protisovětskou agitaci" během věznění. Důkazy proti němu byly zmanipulované a jako svědci je poskytli dozorci a vězni. Byl odsouzen na 10 let v pracovním táboře v Mordvinsku. Roku 1968 mu byl jako propuštěnému vězni zakázán pobyt na Ukrajině a proto se usadil v Nalčiku.
Zde se oženil a narodily se mu dvě děti. Pracoval jako elektrikář, navázal kontakty s ukrajinskými disidenty a sepsal své zkušenosti z dvacetiletého věznění. Roku 1972 mu policie provedla domovní prohlídku a za přechovávání "antisovětské literatury" byl znovu odsouzen na 9 let v pracovním táboře v Mordvinsku a k pěti letům vyhnanství. Roku 1973 napsal a odeslal dopis Spojeným národům a za to mu byl trest zvýšen o další rok. Byl pak vězněn ve Vladimirské věznici a odtud přemístěn do věznice v Christopolu v Tatarské SSR. Usiloval o přiznání statusu politického vězně a právo opustit Sovětský svaz. Ve vězení se roku 1977 stal členem Ukrajinské Helsinské skupiny. V důsledku drsných podmínek, častého hladovění a nedostatku denního světla roku 1982 ve vězení zcela oslepl. Operace, která by zachránila alespoň jedno oko, mu byla zamítnuta. Jurij Šuchevyč neměl příležitost studovat, ale ve vězení se setkal s bosem sovětských zlodějů Vasjou Babuškinem, synem Stalina Vasilem, Generálem NKVD Pavlem Sudoplatovem ad. Spřátelil se s Natanem Šaranským.
Po vykonání trestu byl odeslán do vyhnanství v Tomsku, kde byl umístěn v ústavu pro zdravotně postižené. Do Lvova se mohl vrátit až roku 1989.
V letech 1990-1994 byl předsedou pravicové strany Ukrajinské národní shromáždění – Ukrajinská národní sebeobrana (UNA-UNSO) a roku 1991 se neúspěšně pokusil registrovat jako prezidentský kandidát. Roku 1991 navštívil na pozvání lidskoprávních organizací západoevropské státy, USA a Kanadu. Roku 1996 se v 63 letech znovu oženil s dcerou ukrajinských emigrantů Lesjou Kalvarovskou. Pro zdravotní problémy se z politiky stáhl až do roku 2006, kdy se rozhodl kandidovat do parlamentu za UNA-UNSO. Strana ale ve volbách zcela propadla se ziskem 0,06% hlasů. Roku 2010 byl znovu zvolen předsedou UNA-UNSO.
19. srpna 2006 obdržel vyznamenání Hrdina Ukrajiny a o rok později převzal stejné ocenění pro svého otce, udělené posmrtně. Roku 2014 kandidoval ve volbách za Radikální stranu Oleha Ljaška a byl zvolen poslancem Parlamentu. Roku 2015 napsal a prosadil řadu dekomunizačních zákonů. Roku 2015 byl přijat jeho zákon o "Legálním statutu a ocenění bojovníků za nezávislost Ukrajiny ve 20. století". Navrhl také přerušení diplomatických vztahů s Ruskem po obsazení Krymu a Donbasu a obnovení nukleárního statusu Ukrajiny. Podporoval také snahy o nezávislost severokavkazských republik, Tatarstánu, ad. Roku 2018 byl v Rusku zařazen na sankční seznam.
Zemřel 22. listopadu 2022 v Mnichově, kde byl na léčení.

### Ocenění
- 2006 Hrdina Ukrajiny[13]